# قائمة البعثات الدبلوماسية لتركمانستان

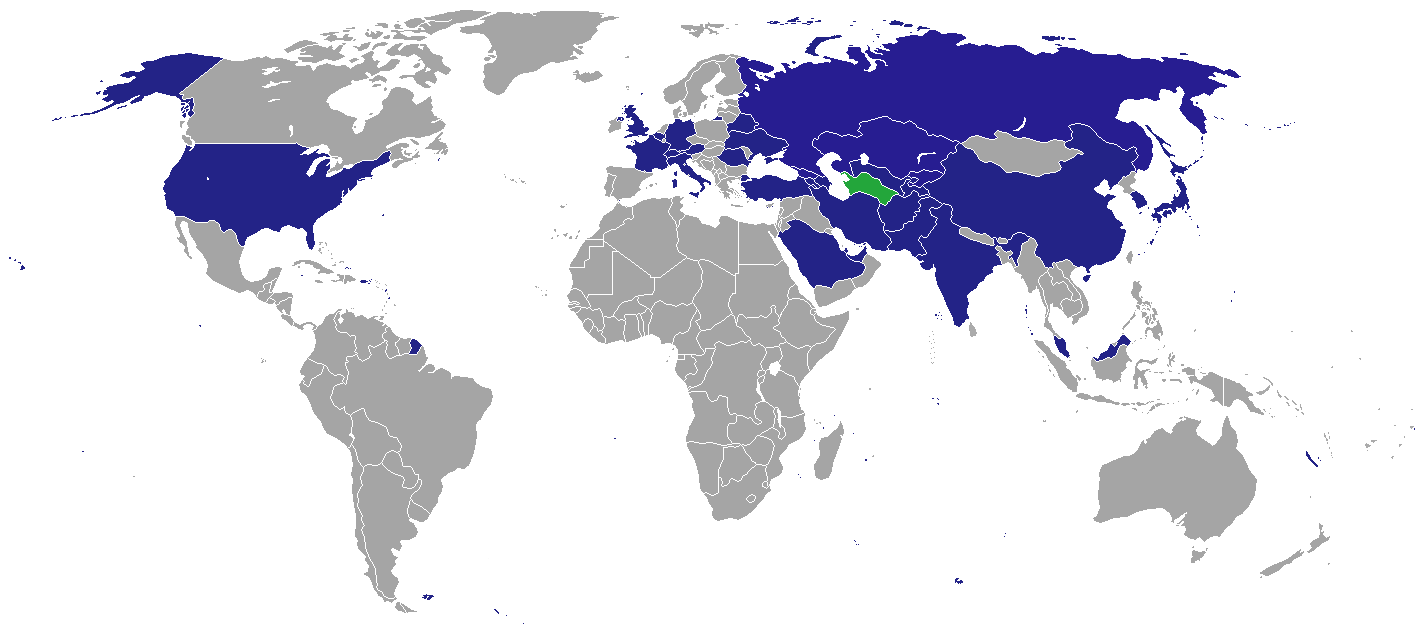
البعثات الدبلوماسية لتركمانستان

هذه قائمة بالبعثات الدبلوماسية لتركمانستان، باستثناء القنصلية الفخرية.

## الأمريكتين

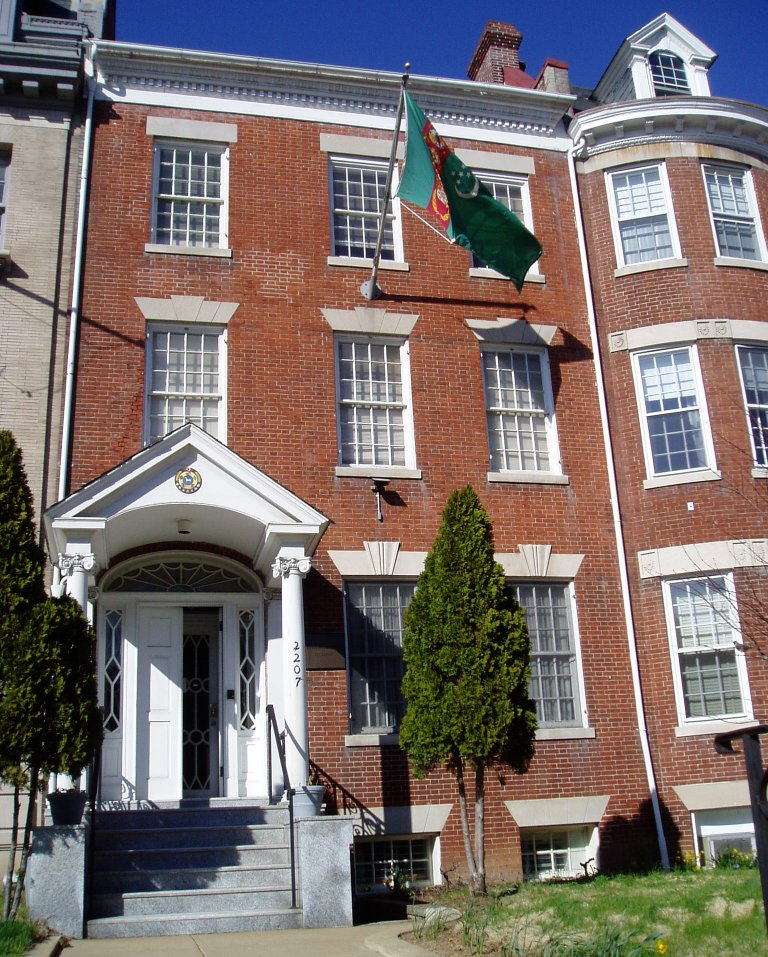
سفارة تركمانستان في واشنطن العاصمة

- الولايات المتحدة
  - واشنطن العاصمة (سفارة)

## آسيا
- أفغانستان
  - كابل (سفارة)
  - مزار شريف (قنصلية)
  - هرات (قنصلية)
- أرمينيا
  - يريفان (سفارة)
- أذربيجان
  - باكو (سفارة)
- الصين
  - بكين (سفارة)
- جورجيا
  - تبليسي (سفارة)
- الهند
  - نيودلهي (سفارة)
- إيران
  - طهران (سفارة)
  - مشهد (قنصلية عامة)
- اليابان
  - طوكيو (سفارة)
- كازاخستان
  - أستانا (سفارة)
  - أكتاو (قنصلية)
- قيرغيزستان
  - بيشكك (سفارة)
- كوريا الجنوبية
  - سيئول (سفارة)
- ماليزيا
  - كوالالمبور (سفارة)
- باكستان
  - إسلام آباد (سفارة)
- السعودية
  - الرياض (سفارة)
- طاجيكستان
  - دوشنبه (سفارة)
- تركيا
  - أنقرة (سفارة)
  - إسطنبول (قنصلية عامة)
- الإمارات العربية المتحدة
  - أبوظبي (سفارة)
- أوزبكستان
  - طشقند (سفارة)

## أوروبا

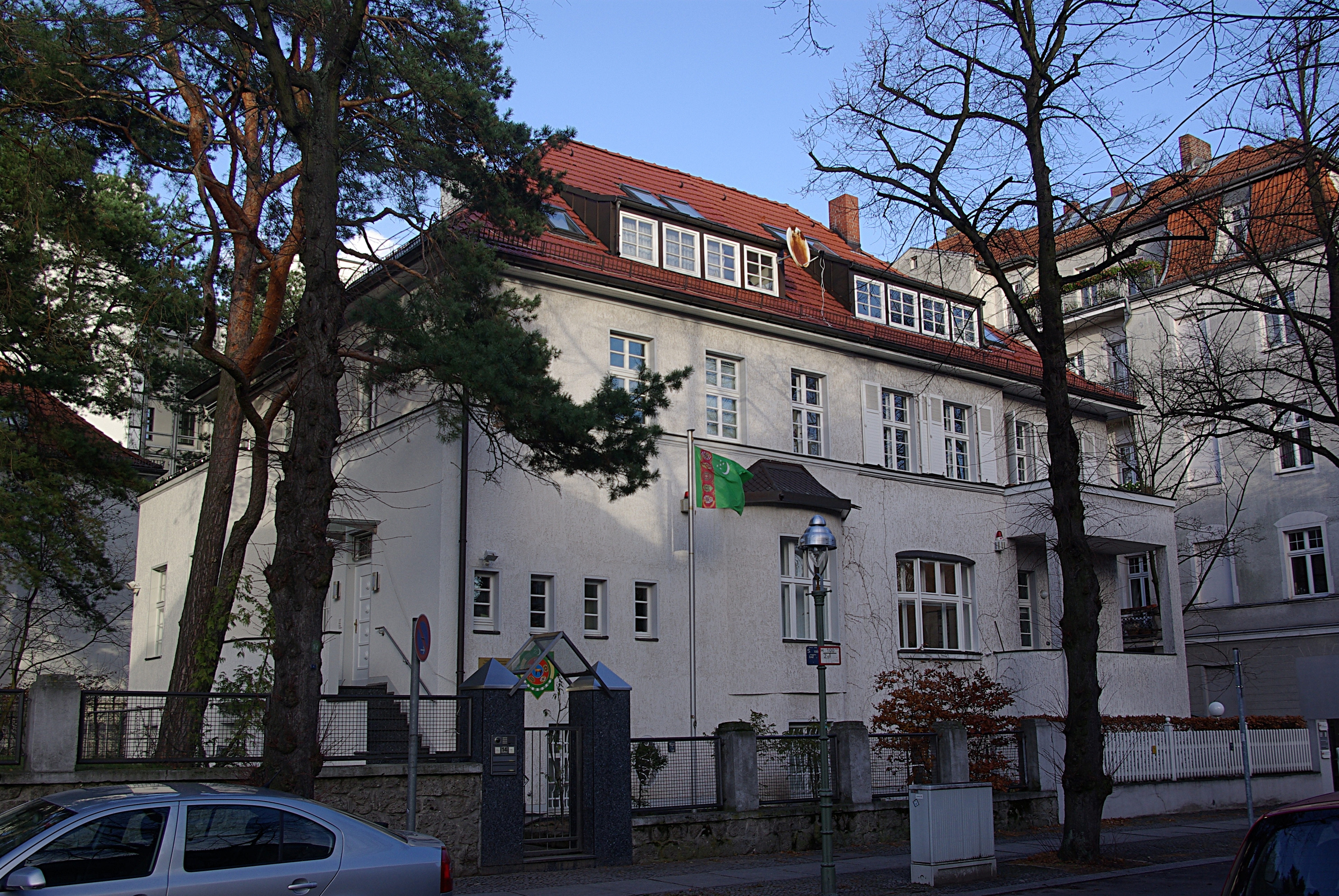
سفارة تركمانستان في برلين

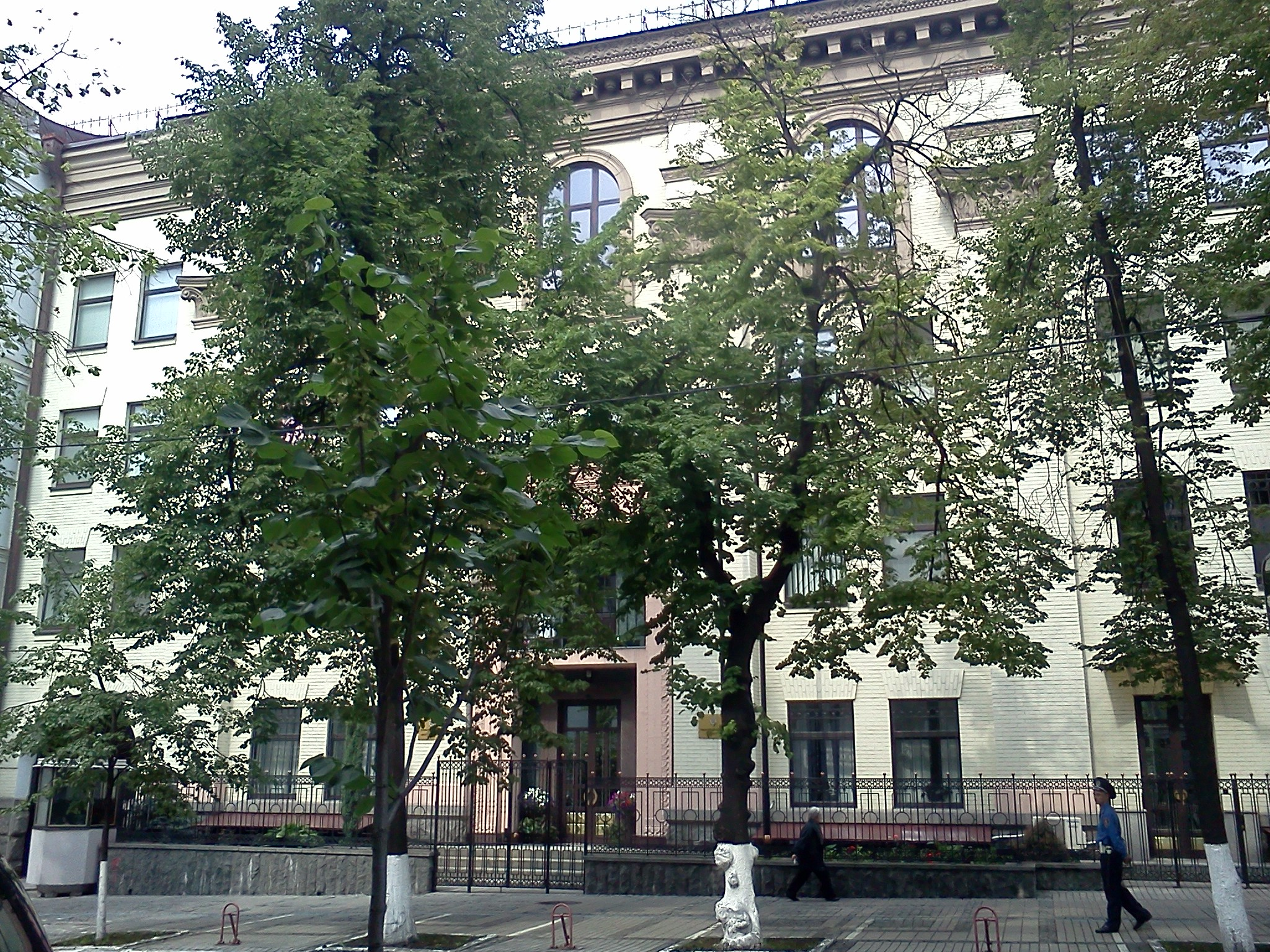
سفارة تركمانستان في كييف

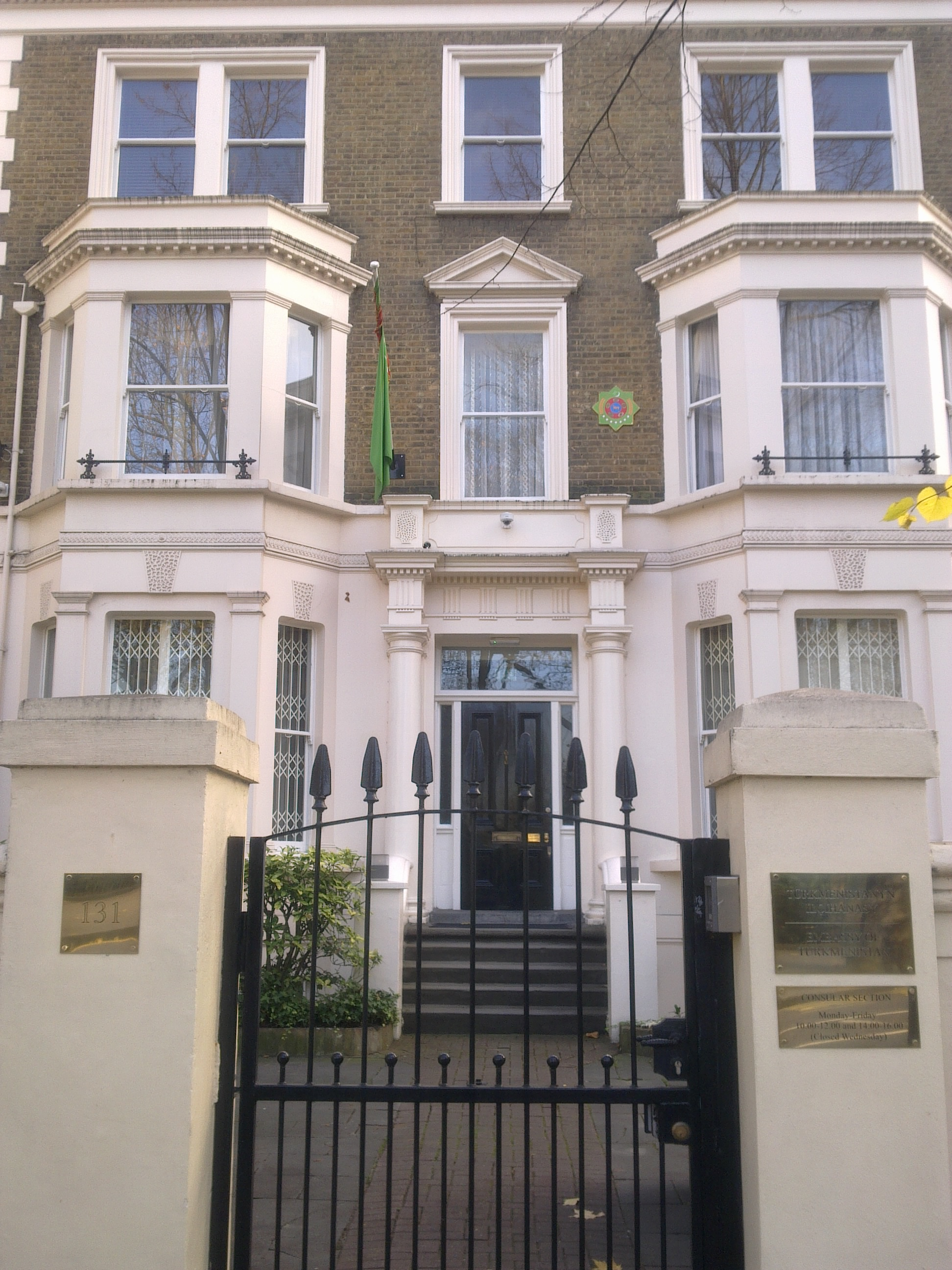
سفارة تركمانستان في لندن

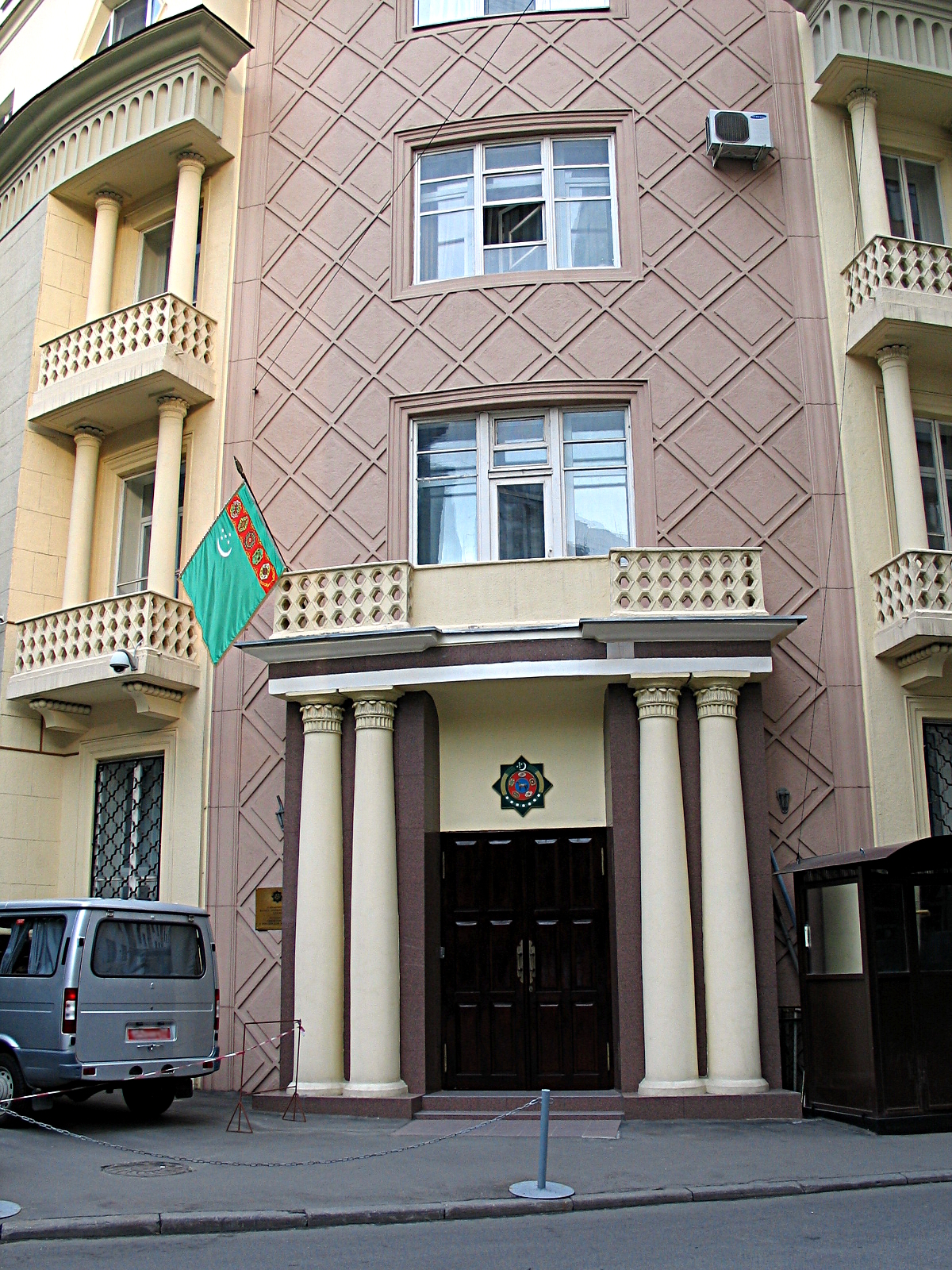
سفارة تركمانستان في موسكو

- النمسا
  - فيينا (سفارة)
- روسيا البيضاء
  - مينسك (سفارة)
- بلجيكا
  - بروكسل (سفارة)
- فرنسا
  - باريس (سفارة)
- ألمانيا
  - برلين (سفارة)
  - فرانكفورت (قنصلية)
- رومانيا
  - بوخارست (سفارة)
- روسيا
  - موسكو (سفارة)
  - أستراخان (قنصلية)
- سويسرا
  - جنيف (سفارة)
- أوكرانيا
  - كييف (سفارة)
- المملكة المتحدة
  - لندن (سفارة)

## منظمات متعددة الأطراف
- بروكسل (بعثة دائمة لدى الاتحاد الأوروبي)
- جنيف (بعثة دائمة لدى مكتب الأمم المتحدة في جنيف)
- مينسك (بعثة دائمة لدى رابطة الدول المستقلة)
- نيويورك (بعثة دائمة لدى الأمم المتحدة)
- باريس (بعثة دائمة لدى اليونسكو)
- فيينا (بعثة دائمة لدى مكتب الأمم المتحدة في فيينا)

## البعثات الدبلوماسية غير مقيمه/معتمدة
1. الأردن (الرياض)
2. أستراليا (طوكيو)
3. إسبانيا (موسكو)
4. الجزائر (باريس)
5. بنغلاديش (نيودلهي)
6. البحرين (مدينة الكويت)
7. بوروندي (باريس)
8. جمهورية إفريقيا الوسطى (باريس)
9. ساحل العاج (باريس)
10. قبرص (موسكو)
11. كوستاريكا (مدينة نيويورك)
12. تشيلي (مدينة نيويورك)
13. كندا (واشنطن العاصمة)
14. كولومبيا (واشنطن العاصمة)
15. دومينيكا (مدينة نيويورك)
16. مصر (الرياض)
17. الإكوادور (مدينة نيويورك)
18. الفلبين (طوكيو)
19. فنلندا (لندن)
20. فيجي (مدينة نيويورك)
21. غانا (لندن)
22. غينيا (باريس)
23. هايتي (مدينة نيويورك)
24. هندوراس (مدينة نيويورك)
25. جمهورية أيرلندا (لندن)
26. آيسلندا (لندن)
27. إندونيسيا (كوالالمبور)
28. العراق (أنقرة)
29. كينيا (الرياض)
30. لاتفيا (مينسك)
31. لبنان (دمشق)
32. جزر المالديف (نيودلهي)
33. مالي (باريس)
34. جزر مارشال (مدينة نيويورك)
35. المغرب (أنقرة)
36. ميانمار (بكين)
37. منغوليا (بكين)
38. النرويج (لندن)
39. هولندا (لاهاي)
40. البرتغال (باريس)
41. بيرو (مدينة نيويورك)
42. فلسطين (الرياض)
43. باراغواي (مدينة نيويورك)
44. سيراليون (لندن)
45. جنوب إفريقيا (الرياض)
46. السويد (لندن)
47. السودان (الرياض)
48. جنوب السودان (أنقرة)
49. تايلاند (كوالالمبور)
50. تايوان (طوكيو)
51. ترينيداد وتوباغو (مدينة نيويورك)
52. فنزويلا (مدينة نيويورك)
53. فيتنام (بكين)
54. اليمن (الرياض)
55. زامبيا (الرياض)

## روابط خارجية
- Diplomatic missions and consular posts offices of Turkmenistan abroad (MFA) (بالإنجليزية)